# Playoffs de la ABA de 1968
Los Playoffs de la ABA de 1968 supusieron la culminación de la temporada 1967-68 de la ABA, la primera de su historia. Los campeones fueron los Pittsburgh Pipers, que derrotaron en las Finales a New Orleans Buccaneers por 4 victorias a 3.
Los Pipers ganaron el campeonato después de haber sido el mejor equipo de la temporada regular (54-24, 69,2% de victorias). Ninguno de los 4 equipos que disputaron las finales de conferencia permanecieron en la liga a lo largo de toda su corta existencia. Los Pipers pasaron a ser al año siguiente los Minnesota Pipers, regresando una temporada después cambiando el nombre por el de Pittsburgh Condors, antes de desaparecer en 1972. Los New Orleans Buccaneers dejaron la ciudad tras tres temporadas para convertirse en 1970 en los Memphis Pros. Los Minnesota Muskies se marcharon a Florida al año siguiente convirtiéndose en Miami Floridians y posteriormente en The Floridians antes de desaparecer en 1972. Y los Dallas Chaparrals pasaron a ser los San Antonio Spurs, equipo que continúa hoy en día en la NBA.
Connie Hawkins, de los Pittsburgh Pipers, fue elegido MVP de los playoffs.

## Equipos clasificados

### División Este
1. Pittsburgh Pipers
2. Minnesota Muskies
3. Indiana Pacers
4. Kentucky Colonels

### División Oeste
1. New Orleans Buccaneers
2. Dallas Chaparrals
3. Denver Rockets
4. Houston Mavericks

## Tabla
|  | Semifinales de División | Semifinales de División | Semifinales de División |                   |   | Finales de División | Finales de División | Finales de División |  |    | Finales de la ABA | Finales de la ABA | Finales de la ABA |  |
|  |                         |                         |                         |                   |   |                     |                     |                     |  |    |                   |                   |                   |  |
|  |                         |                         |                         |                   |   |                     |                     |                     |  |    |                   |                   |                   |  |
|  | 1                       | New Orleans Bucs        | 3                       |                   |   |                     |                     |                     |  |    |                   |                   |                   |  |
|  | 1                       | New Orleans Bucs        | 3                       |                   |   |                     |                     |                     |  |    |                   |                   |                   |  |
|  | 3                       | Denver Rockets          | 2                       |                   |   |                     |                     |                     |  |    |                   |                   |                   |  |
|  | 3                       | Denver Rockets          | 2                       |                   | 1 | New Orleans Bucs    | 4                   |                     |  |    |                   |                   |                   |  |
|  | División Oeste          |                         |                         |                   | 1 | New Orleans Bucs    | 4                   |                     |  |    |                   |                   |                   |  |
|  |                         |                         | 2                       | Dallas Chaparrals | 1 |                     |                     |                     |  |    |                   |                   |                   |  |
|  | 4                       | Houston Mavericks       | 2                       | Dallas Chaparrals | 1 | 0                   |                     |                     |  |    |                   |                   |                   |  |
|  | 4                       | Houston Mavericks       |                         |                   |   |                     |                     |                     |  |    |                   |                   |                   |  |
|  | 2                       | Dallas Chaparrals       | 3                       |                   |   |                     |                     |                     |  |    |                   |                   |                   |  |
|  | 2                       | Dallas Chaparrals       | 3                       |                   |   |                     |                     |                     |  | O1 | New Orleans Bucs  | 3                 |                   |  |
|  |                         |                         |                         |                   |   |                     |                     |                     |  | O1 | New Orleans Bucs  | 3                 |                   |  |
|  |                         |                         | E1                      | Pittsburgh Pipers | 4 |                     |                     |                     |  |    |                   |                   |                   |  |
|  | 1                       | Pittsburgh Pipers       | E1                      | Pittsburgh Pipers | 4 | 3                   |                     |                     |  |    |                   |                   |                   |  |
|  | 1                       | Pittsburgh Pipers       |                         |                   |   |                     |                     |                     |  |    |                   |                   |                   |  |
|  | 3                       | Indiana Pacers          | 0                       |                   |   |                     |                     |                     |  |    |                   |                   |                   |  |
|  | 3                       | Indiana Pacers          | 0                       |                   | 1 | Pittsburgh Pipers   | 4                   |                     |  |    |                   |                   |                   |  |
|  | División Este           |                         |                         |                   | 1 | Pittsburgh Pipers   | 4                   |                     |  |    |                   |                   |                   |  |
|  |                         |                         | 2                       | Minnesota Muskies | 1 |                     |                     |                     |  |    |                   |                   |                   |  |
|  | 4                       | Kentucky Colonels       | 2                       | Minnesota Muskies | 1 | 2                   |                     |                     |  |    |                   |                   |                   |  |
|  | 4                       | Kentucky Colonels       |                         |                   |   |                     |                     |                     |  |    |                   |                   |                   |  |
|  | 2                       | Minnesota Muskies       | 3                       |                   |   |                     |                     |                     |  |    |                   |                   |                   |  |
|  | 2                       | Minnesota Muskies       | 3                       |                   |   |                     |                     |                     |  |    |                   |                   |                   |  |
|  |                         |                         |                         |                   |   |                     |                     |                     |  |    |                   |                   |                   |  |